# Evolva
Evolva ist ein Computerspiel von Computer Artworks. Es wurde am 1. April 2000 veröffentlicht. Ziel des Spieles ist es, das Universum von Parasiten zu befreiten. Das Spiel kann sowohl im Einzelspieler- als auch im Mehrspieler-Modus (LAN, Internet) gespielt werden. Die Webseite von Evolva wurde vor wenigen Jahren geschlossen, da das Spiel veraltet ist.

## Spielablauf
Evolva ließ den Spieler einen von vier im Team agierenden Genohuntern kontrollieren. Der Spieler steuerte seinen Charakter über die Oberfläche eines fremden Planeten und musste Shooter-typische Aufträge ausführen, woran ihn natürlich zahllose feindliche Kreaturen zu hindern versuchten. Diese musste der Spieler mit seinen KI-gesteuerten Kollegen bekämpfen.
Nun trat der herausragende Aspekt des Spiels auf: Nach einer bestimmten Anzahl an getöteten Gegnern konnte der Spieler Genmanipulationen an seinen Kämpfern durchführen, um deren Eigenschaften zu verbessern. Die Veränderungen gestalteten sich je nach Art und Anzahl der getöteten Gegner anders. Wenn beispielsweise eine hohe Zahl feuerspeiender Käfer getötet worden war, konnten die Genohunter durch Genmanipulation ebenfalls die Fähigkeit zum Feuerspucken erlangen. Die Veränderungen an den Gestalten wurden durch eine Morphing-fähige Grafikengine effektvoll abgebildet.

## Genohunter und ihre Eigenschaften
Es gibt vier „Genohunter“:
- Agilo: Manövrierfähig und beweglich
- Tempo: Schnell und daher für Ablenkungsmanöver bestens geeignet
- Sumo: Besitzt die brutale Kraft einer Abrissbirne
- Intello: Leicht, schnell und treffsicher

## Zensierung
In der deutschen Version wurde das Blut zensiert, indem es grün gefärbt wurde. Die ausländischen Versionen haben rotes Blut. Mit einem Registry-Patch kann die Blutfarbe in rot, grün oder braun gewandelt werden. Evolva hat in Deutschland das USK-16-Siegel bekommen. In den USA wurde das Spiel in die Stufe „Mature“ eingeteilt.

## Werbetext
Die Werbung zum Spiel zeigte einen Genohunter mit einem sehr deformierten Kopf. Dieses Bild war mit einem Zitat des Deutschen Bundestags aus dem Jahr 1989 untertitelt: „Wir werden keine Gesetze zulassen, die genetische Manipulationen am Menschen erlauben.“

## Rezensionen
Die Fachzeitschrift PC Games bescheinigte Evolva „atemberaubende Animationen und lebendig wirkende, exotische Landschaften“ und empfahl das Spiel allen Anhängern anspruchsvoller Actionspiele.